# TNM
TNM er et internationalt anvendt system til klassifikation og stadieinddeling af solide kræftsygdomme udarbejdet af UICC. TNM er en forkortelse af de engelske ord Tumor, Node (lymfeknude) og Metastasis (metastase). De tre parametre siger sammen noget om hvor alvorlig/fremskreden kræftsygdommen er. En høj score er foreneligt med en dårlig prognose for patienten. Kriterierne i TNM-klassifikationen kan være lidt forskellige fra organ til organ. Eksempelvis er mange cancersygdomme definerede som T1 (malign) ved gennemvækst af basalmembranen, men ved colorektal cancer er sygdommen først T1 ved gennemvækst af lamina muscularis mucosae, og ved brystcancer bidrager størrelsen af tumor til T-stadiet.
Ved stadieinddeling med TNM-systemet beskrives kræftsygdommen med tre parametre:
- T – Hvor langt gennem organets væg primærtumor er vokset eller hvor stor den er.
- N – Lymfeknudemetastaser
- M – Fjernmetastaser

De tre parametre beskrives med tal.
T med tallene 0, 1, 2, 3 og 4, hvor 1 er den mindste grad af indvækst, 4 den største (gennemvækst til det givne organs yderside). 0 angiver at der ikke er fundet en primærtumor.
N med tallene 0, 1, 2 og 3, hvor 0 angiver ingen tilstedeværelse af lymfeknudmetastaser og 1-3 angiver lymfeknudemetastaser i et tiltagende antal lymfeknuderegioner.
M med tallene 0 og 1, hvor 0 angiver ingen tilstedeværelse af metastaser til andre organer og 1 tilstedeværelsen af metastaser til andre organer.
Patologer bruger desuden også parameteren V, der fortæller noget om indvækst i vener. Veneindvækst er et dårligt prognostisk tegn, idet sandsynligheden for hæmatogen (blodbåren) spredning så er større. V0 betyder ingen veneindvækst, V1 betyder mikroskopisk veneindvækst, V2 makroskopisk (kan ses med det blotte øje) veneindvækst.
Alle parametre kan efterfølges af et 'X', der angiver, at man endnu ikke har kunnet bedømme denne del af sygdommen.

Ex: 'T2N1M0' Her er der tale om en primærtumor med indvækst en given afstand ind i organets væg, eller middelstørrelse (T2), med regionale lymfeknudemetastaser (N1) og ingen fjernmetastaser (M0).

Systemet kan udstyres med et eller flere præfiks. Der bruges c, hvis det er en klinisk klassifikation, p, hvis det er en klassifikation foretaget af en patolog på det kirurgisk fjernede organ, og y hvis man vurderer et organ, der er blevet strålebehandlet.

## Eksterne links
UICC

Kræftens bekæmpelse